# خوان بيير
خوان بيير (بالإنجليزية: Juan Pierre)‏ هو لاعب كرة قاعدة أمريكي، ولد في 14 أغسطس 1977 في موبيل في الولايات المتحدة.

## وصلات خارجية
- خوان بيير على موقع دوري كرة القاعدة الرئيسي (الإنجليزية)
- خوان بيير على موقعبيزبول رفرنس.كوم (الدوري الرئيسي) (الإنجليزية)
- خوان بيير على موقعبيزبول رفرنس.كوم (الدوري الثانوي) (الإنجليزية)
- خوان بيير على موقع إي إس بي إن.كوم (أم.أل.بي) (الإنجليزية)
- خوان بيير على موقع مشجعي الرسوم البيانية (الإنجليزية)
- خوان بيير على موقع قاعة لويزيانا للمشاهير الرياضية (الإنجليزية)